# Rezoluce Valného shromáždění OSN č. 46/86
Rezoluce Valného shromáždění OSN č. 46/86, kterou Valné shromáždění OSN schválilo 16. prosince 1991, revokovalo rezoluci Valného shromáždění č. 3379 z 10. listopadu 1975, která označila sionismus jako „formu rasismu a rasové diskriminace.“ V historii OSN se jednalo o jedinou revokaci rezoluce. Rezoluci navrhlo celkem 90 států. Pro její přijetí hlasovalo 111 států, proti 25, při 13 abstencích.
Revokací rezoluce č. 3379 Izrael podmínil v roce 1991 svou účast na Madridské mírové konferenci. OSN pak pod tlakem administrativy amerického prezidenta George H. W. Bushe schválila tuto rezoluci. Její text je jednoduchý a patří mezi nejkratší rezoluce v dějinách OSN:
„Valné shromáždění rozhodlo o revokaci rozhodnutí obsaženého v rezoluci č. 3379 (XXX) z 10. listopadu 1975.“
Během zasedání promluvil prezident Bush k Valnému shromáždění a mimo jiné řekl: „… srovnávat sionismus s netolerovatelným hříchem rasismu je překrucování dějin a zapomenutí hrozného utrpení Židů za druhé světové války a vlastně v celé historii.“

## Hlasování

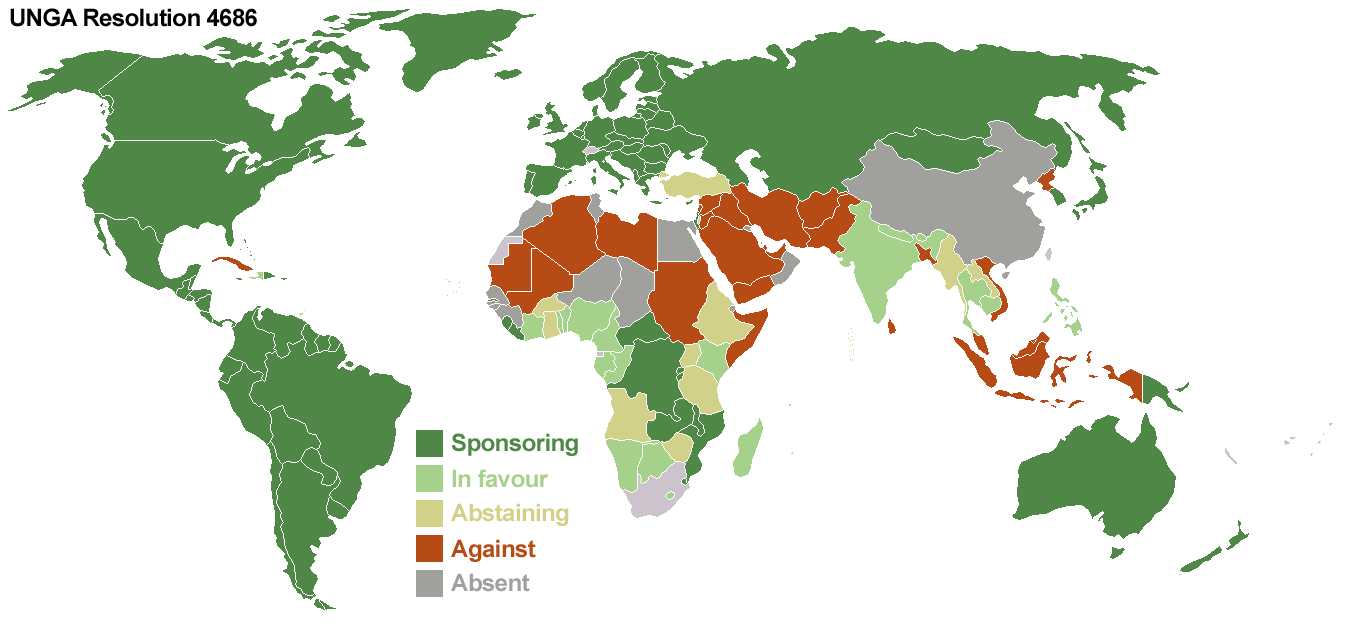
Mapa světa podle hlasování

Státy, které rezoluci navrhly: Albánie, Antigua a Barbuda, Argentina, Austrálie, Bahamy, Barbados, Bělorusko, Belgie, Belize, Bolívie, Brazílie, Bulharsko, Burundi, Československo, Dánsko, Dominika, Dominikánská republika, Ekvádor, Estonsko, Federativní státy Mikronésie, Finsko, Francie, Gambie, Grenada, Guatemala, Guyana, Honduras, Chile, Irsko, Island, Itálie, Izrael, Jamajka, Japonsko, Jižní Korea, Jugoslávie, Kanada, Kolumbie, Kostarika, Kypr, Libérie, Lichtenštejnsko, Litva, Lotyšsko, Lucembursko, Madagaskar, Maďarsko, Malawi, Malta, Marshallovy ostrovy, Mexiko, Mongolsko, Mosambik, Německo, Nikaragua, Nizozemsko, Norsko, Nový Zéland, Panama, Papua Nová Guinea, Paraguay, Peru, Polsko, Portugalsko, Rakousko, Rumunsko, Rwanda, Řecko, Salvador, Samoa, Sierra Leone, Singapur, Sovětský svaz, Spojené království, Spojené státy americké, Středoafrická republika, Surinam, Svatá Lucie, Svatý Kryštof a Nevis, Svatý Vincenc a Grenadiny, Svazijsko, Šalomounovy ostrovy, Španělsko, Švédsko, Ukrajina, Uruguay, Venezuela, Zair, Zambie.
Státy, které hlasovaly pro: (111) Kromě výše uvedených dále též: Benin, Bhútán, Botswana, Fidži, Filipíny, Gabon, Haiti, Indie, Kambodža, Kamerun, Kapverdy, Keňa, Kongo, Lesotho, Madagaskar, Namibie, Nepál, Nigérie, Pobřeží slonoviny, Svatý Tomáš a Princův ostrov, Seychely, Thajsko, Togo.
Státy, které hlasovaly proti: (25) Afghánistán, Alžírsko, Bangladéš, Brunej, Indonésie, Írán, Irák, Jemen, Jordánsko, Kuba, Libanon, Libye, Malajsie, Mali, Mauritánie, Pákistán, Katar, Saúdská Arábie, Severní Korea, Somálsko, Spojené arabské emiráty, Srí Lanka, Súdán, Sýrie, Vietnam.
Státy, které se zdržely hlasování: (13) Angola, Burkina Faso, Etiopie, Ghana, Laos, Maledivy, Mauricius, Myanmar, Tanzanie, Trinidad a Tobago, Turecko, Uganda, Zimbabwe.
Státy, které se hlasování nezúčastnily: (15) Bahrajn, Čad, Čínská lidová republika, Džibutsko, Egypt, Guinea, Guinea-Bissau, Komory, Kuvajt, Maroko, Niger, Omán, Senegal, Tunisko, Vanuatu.